# Громадянин (фільм)
«Громадянин» (Nagarik, бенг. নাগরিক) — перший повнометражний фільм бенгальського та індійського режисера Рітвіка Гхатака. Фільм було завершено 1952 року, але на екрани він вийшов тільки 1977. Може вважатися першим зразком «паралельного кіно» у бенгальському кінематографі, хоча прем'єра картини відбулася 20 вересня 1977 року, уже після смерті режисера.

## У ролях
- Аджит Банерджі (Ajit Banerjee) — Саґар (Sagar)
- Калі Банерджі (Kali Bannerjee) — батько
- Ґанґапада Басу (Gangapada Basu) — власник будинку
- Сатиндра Бхаттачар'я (Satindra Bhattacharya) — Раму (Ramu)
- Уманат Бхаттачар'я (Umanath Bhattacharya) —
- Париджат Босе (Parijat Bose) — скрипаль
- Анил Чаттерджі (Anil Chatterjee) —
- Кетаки Дутта (Ketaki Dutta) — Ума (Uma)
- Анил Ґош (Anil Ghosh) —
- Мумтаз Ахмед Хан (Mumtaz Ahmed Khan) — Сушанта (Sushanta)
- Кешто Мукерджі (Keshto Mukherjee) — Джатин Бабу (Jatin Babu)
- Шриман Пінту (Shriman Pintoo) — Пінту (Pintoo)
- Прабхадеви (Prabhadevi) — матір
- Сова Сен (Sova Sen) — Сіта (Seeta)
- Ґіта Шоме (Geeta Shome) — Шефалі (Shefali)